# Ectoganus
L'ectogano (gen. Ectoganus) è un mammifero estinto, appartenente ai teniodonti. Visse tra il Paleocene superiore e l'Eocene inferiore (circa 57 - 50 milioni di anni fa) e i suoi resti fossili sono stati ritrovati in Nordamerica.

## Descrizione
Questo animale era di dimensioni medio-grandi, e il solo cranio poteva superare i 25 centimetri di lunghezza. Le sue dimensioni potevano raggiungere quelle di un piccolo orso. Ectoganus era un animale massiccio dal corpo vagamente simile a quello di un oritteropo, dotato però di una testa corta e alta, completamente diversa da quella di qualunque mammifero attuale. Come in tutti i teniodonti più specializzati, Ectoganus era dotato di una dentatura particolarissima, in cui gli incisivi erano quasi scomparsi e i canini avevano funzionalmente preso il posto di questi ultimi.
La volta cranica era piccola, con una cresta sagittale molto marcata e l'occipite di forma triangolare. La bolla timpanica e il condotto uditivo sembrerebbero non essersi ossificati. La regione uditiva è molto ben conservata, ed era priva di foro circolare, foro ovale e canale dell'alisfenoide. La mandibola era molto alta e profonda. La formula dentaria era 1/1, 1/1, 4/4, 3/3, e la dentatura era caratterizzata da incisivi inferiori di taglia ridotta e canini superiori che lateralmente erano a contatto con gli incisivi; canini e incisivi erano ipsodonti (a corona alta) e solo parzialmente dotati di smalto. La corona dei molari superiori era dotata di ipocono formato da due creste coperte da piccoli tubercoli. La corona dei molari inferiori, analogamente, era dotata di quattro tubercoli disposti in due creste trasversali. Le radici dei molari inferiori e superiori erano estremamente allungate. Due bande di smalto, l'una interna e l'altra esterna, percorrevano tutta la corona fino a raggiungere l'apice della radice.

## Classificazione
Ectoganus venne descritto per la prima volta da Edward Drinker Cope nel 1874, sulla base di resti fossili ritrovati in Nuovo Messico, in terreni dell'Eocene inferiore; la specie tipo, Ectoganus gliriformis, è nota anche per resti provenienti dall'Eocene inferiore dello Wyoming e dal Paleocene terminale del South Carolina. Altre specie attribuite a questo genere sono E. copei, la più antica (Paleocene superiore dello Wyoming), E. bighornensis dell'Eocene inferiore dello Wyoming ed E. lobdelli (Paleocene terminale-Eocene inferiore), rinvenuta in Montana e in altri stati dell'Ovest americano. A quest'ultima specie sono ascritte anche le forme precedentemente note come Lampadophorus. Dal Maryland proviene una forma molto simile a E. gliriformis. 

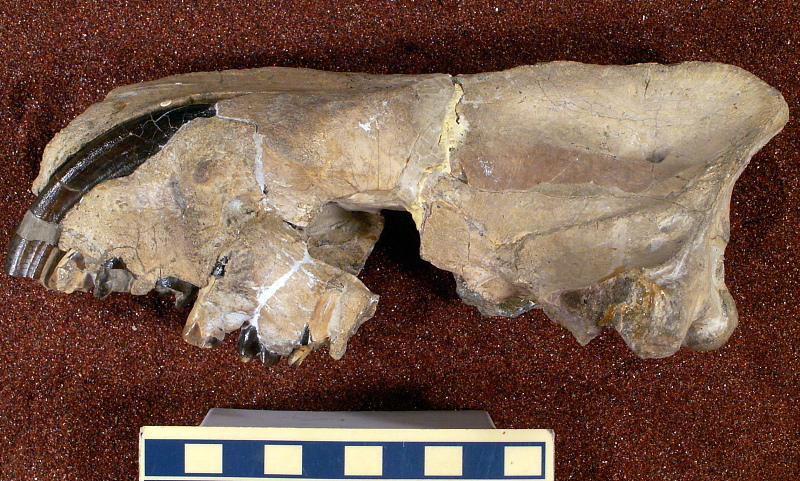
Cranio di Ectoganus gliriformis

Ectoganus è un tipico rappresentante dei teniodonti, un gruppo di mammiferi arcaici sviluppatisi tra il Paleocene e l'Eocene nel Nordamerica, caratterizzati da grandi denti dotati di bande longitudinali di smalto. In particolare, sembra che Ectoganus fosse una forma relativamente specializzata, probabilmente ancestrale al genere Stylinodon, l'ultimo teniodonte noto.

## Paleoecologia

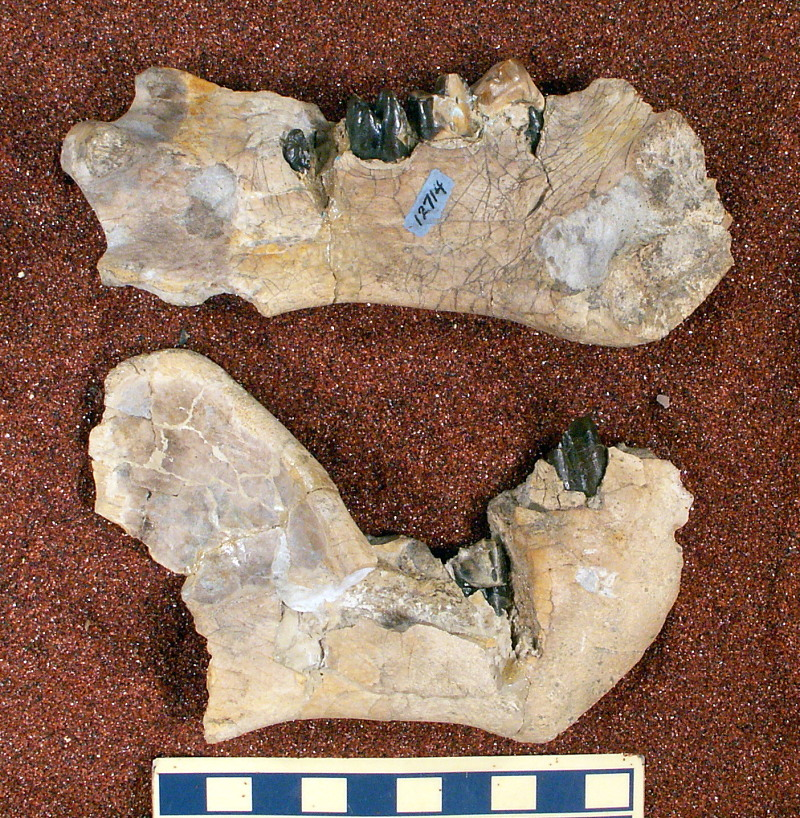
Mandibola di Ectoganus gliriformis

Ectoganus doveva essere in grado, grazie alla sua dentatura, di rodere radici e cortecce degli alberi.